# East 73rd Street Historic District

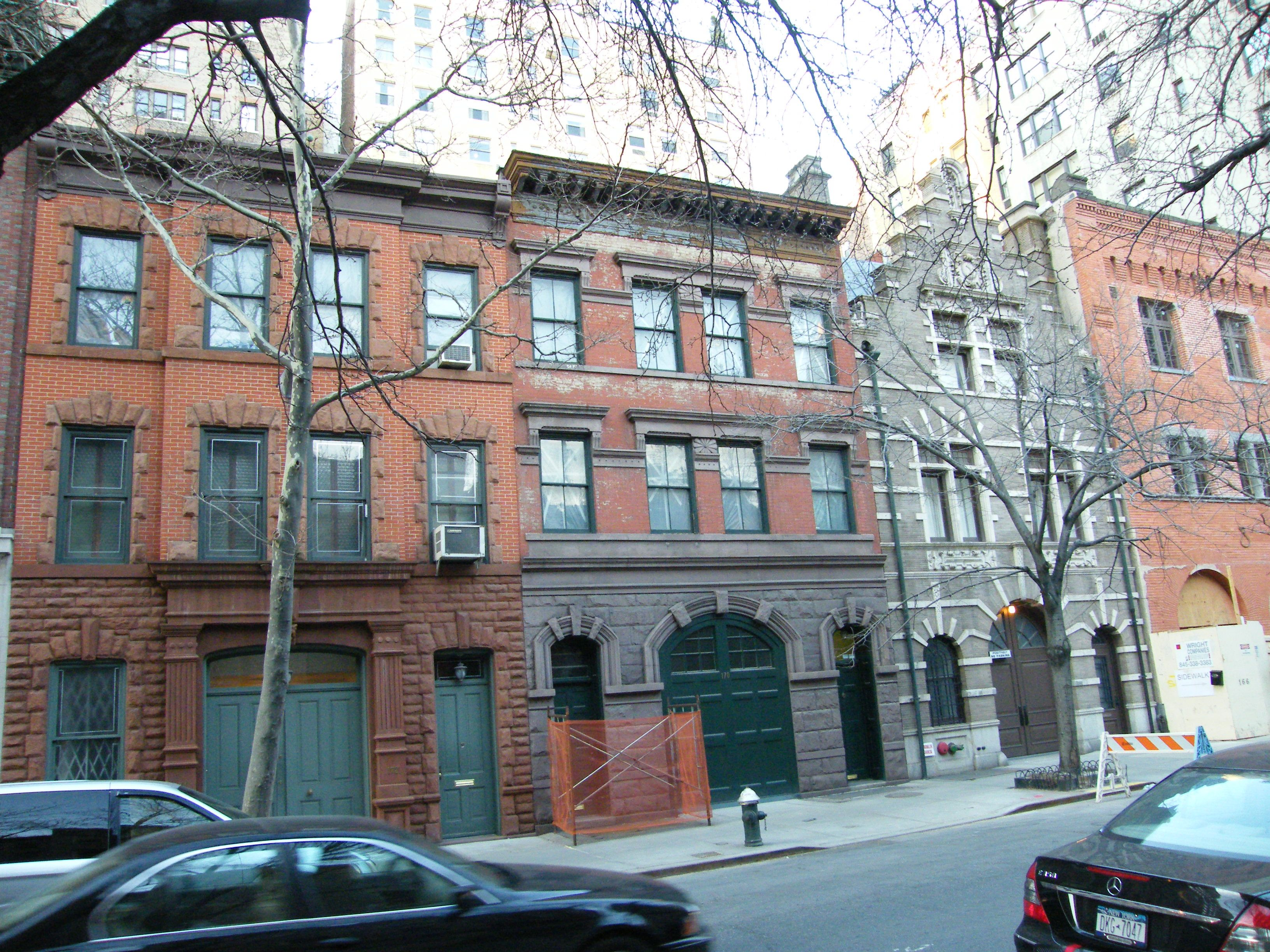
168–174 East 73rd Street, frühere Remisen an der Südseite der Straße (2009)

Der East 73rd Street Historic District ist ein Abschnitt dieser Straße an der Upper East Side des Stadtbezirks Manhattan in New York City. Dabei handelt es sich um ein Viertel mit kleinen Reihenhäusern, die zwischen 1860 und 1920 entstanden sind.
Einige dieser Häuser waren ursprünglich Remisen wohlhabender Bewohner der Upper East Side, wie beispielsweise von Edward Harkness, und die Fassaden dieser Bauten reflektieren noch heute diesen Ursprung. Unter den Architekten, die diese Gebäude entworfen haben, waren Richard Morris Hunt und Charles Romeyn. Später wohnte in dem Viertel auch Joseph Pulitzer.
Der Straßenblock hat seine architektonischen Eigenheiten erhalten, obwohl einiger Gebäude durch größere und modernere ersetzt wurden. 1980 wurde der Straßenabschnitt zu einer New York City Landmark erklärt und 1982 in das National Register of Historic Places aufgenommen.

## Geographie
Die Bauwerke auf beiden Seiten der 73. Straße zwischen Lexington und Third Avenue bilden den 5700 m² großen historischen Distrikt, genauer geht es um die 15 Gebäude 161–179 und 166–182. Die Gegend ist flach und der historische Distrikt liegt direkt außerhalb des größeren Upper East Side Historic District, der später eingerichtet wurde. Die Gebäude im historischen Bezirk haben eine Höhe von drei bis fünf Stockwerken und sind damit niedriger als die meisten Häuser in den angrenzenden Straßenblöcken. Alle Gebäude in dem historischen Bezirk gelten als beitragend zur historischen Integrität des Distrikts, es gibt keine nicht beitragenden Bauten innerhalb seiner Grenzen.

## Bauwerke
Die Gebäude in dem historischen Distrikt können in drei Typen klassifiziert werden, die unterschiedliche Zeitabschnitte seines Entstehens repräsentieren: zwei Italianate Häuserreihen, 11 Remisen und zwei höhere Bauwerke, die zur Erfüllung gewerblicher Zwecke erbaut wurden. Die Häuserreihen sind die ältesten und stammen aus der Anfangsphase der Bebauung an der Upper East Side während des Sezessionskrieges. Die Remisen entstanden später, teilweise an der Stätte von abgerissenen früher erbauten Reihenhäusern, die zu gewerblichen Zwecken dienenden Bauwerke entstanden gegen Ende der Bebauungsgeschichte dieses Straßenabschnittes.

### Reihenhäuser
Die beiden verbliebenen Reihenhäuser befinden sich auf der Südseite der Straße, Nummer 171 und 175. Beide Häuser sind schmale dreistöckige Backsteingebäude, die 1860 im Italianate-Stil gebaut wurden und damals Teil einer Reihe von ursprünglich sechs Häusern waren. Bei beiden Häusern sind die Laibungen von Fenstern und Türen aus Stein gemauert; sie verfügen über dekorierte hölzerne Gesimse. Am Haus Nummer 171 ist eine gusseiserne Veranda erhalten, die die Fläche vor dem Erdgeschoss überdacht. Diese Veranden waren in der Stadt einst üblich, sind aber inzwischen sehr selten. Das neuromanisch errichtete Haus Nummer 166 verfügt über ein feindetailliertes auf Kragsteinen ruhendes Gesims aus Backsteinen, unter dem in gusseisernen Ziffern das Jahr der Erbauung, 1883, angebracht ist.

### Remisen
Alle Remisen haben einen ähnlichen Grundriss, der abgesehen von den späteren Umbauten in Wohnhäuser und der Verwendung unterschiedlichen Materials für die Fassaden noch besteht. Den Eingang im Erdgeschoss bildet ein großer Torbogen der meist rund, vereinzelt auch abgeflacht ist. Besondere dekorative Elemente wie Symbole oder Kartuschen wurden minimal verwendet. Im Innern wurden diese Häuser, die zwei- oder dreistöckig sind, umfassend umgestaltet, um ihren heutigen Wohnzweck zu erfüllen.
Unter den Remisenhäusern fallen Nummer 161 und 163 durch die Verwendung von in Stein gefassten Backsteinen mit Kalksteinabsätzen auf. Symbole der Reiterei wie etwa Satteltaschen, Pferdeköpfe und Zügel sind im Erdgeschoss in die Fassaden eingemeißelt. Ihre galvanisierten eisernen Friese sind außerdem mit geprägten Girlanden und Rosetten versehen. Das benachbarte Gebäude 165 East 73rd ist ein im Beaux-Arts-Stil errichtetes Bauwerk mit gelben Backsteinen römischen Typs und Steingravuren.
Eklektischer ist die Architektur etwas weiter unten an der Südseite der Straße. Bei 168 East 73rd wird die Dachlinie von einem Staffelgiebel unterbrochen, ein Markenzeichen der flämischen Neurenaissance, die in New York City vor allem in dem Ausmaß wie bei diesem Haus eher ungewöhnlich ist. Die Nachbarhäuser 170 und 172–174 zeigen Merkmale des Neo-Grec-Stils, wobei das letztere auch einige Elemente des Queen Anne Styles aufweist. Das letzte Gebäude in der Reihe der Remisenhäuser auf der Südseite ist Haus 178 East 73rd, hier wurden Beaux-Arts-Dekore mit neogeorgianischem Backsteinmauerwerk kombiniert.

### Gewerbliche Bauten
Die beiden gewerblichen Bauwerke 177–179 und 182 East 73rd Street sind mit ihren fünf Stockwerken die höchsten Bauten in dem Straßenblock. Beide wurden ursprünglich zum Zwecke der Vermietung gebaut, wobei beim Bau von 177–179 mit der Nutzung von Autos gerechnet wurde. Bei dem Bauwerk handelt es sich um ein im Beaux-Arts-Stil errichtetes Gebäude mit einem sichtbaren Sockel aus Kalkstein und Granit, die mittleren Stockwerke sind aus Backsteinen gemauert und mit Terracotta voneinander abgesetzt. Das oberste Stockwerk ist als Mansardgeschoss ausgeführt und hat drei ungewöhnlich große Dachgaubenfenster mit Laibung aus Terracotta. Die mittlere Dachgaube nimmt durch die Verwendung schwerer Steinblöcke die Form eines Triumphbogens an. Für ein Nutzgebäude ist die Verzierung des Bauwerks außerordentlich aufwendig.
Auf der gegenüberliegenden Straßenseite befindet sich 182 East 73rd, ein neuromanisches Backsteinbauwerk mit steinernen Läuferreihen und Gesimsen, die die verschiedenen Stockwerke voneinander abtrennen. Oberhalb des vierten Stockwerkes ist die Inschrift “S KAYTON & CO.” in der Mitte einer mit Rundbögen versehenen Konsole angebracht. Auch viele der Fenster befinden sind in Rundbögen eingesetzt.